# Priscillah Ruzibuka
Priscillah Umutashya Ruzibuka (sinh năm 1991) là một nữ doanh nhân người Rwanda, người sáng lập Công ty Ki-pepeo Kids Clothing, một doanh nghiệp xã hội với mục đích giúp đỡ những phụ nữ kém may mắn trong xã hội.

## Lý lịch
Priscillah Ruzibuka là người con thứ ba trong một gia đình Kitô giáo truyền thống. Cô được sinh ra ở Rwanda trong khi gia đình cô di cư đến đất nước láng giềng Tanzania, và sau đó họ trở về Rwanda.

## Giáo dục
Priscillah có bằng Cử nhân Khoa học về Kỹ thuật Công nghệ Thông tin từ Đại học Đa phương tiện ở Malaysia và bằng Thạc sĩ về quản lý Dự án của Đại học Oklahoma Christian ở Hoa Kỳ.

## Công việc
Ruzibuka đào tạo nghề may cho phụ nữ và giúp họ kiếm tiền bằng việc trả tiền lương khi họ bán quần áo.

## Cảm hứng
Ruzibuka tin rằng nhiều phụ nữ ở nước cô vẫn còn nghèo không phải vì họ không có khả năng làm việc mà vì họ không có được sự giáo dục và thiếu công cụ lao động cần thiết. Một số thiếu máy may, số khác không có vốn để bắt đầu kinh doanh nhỏ.

## Hình mẫu
Hình mẫu lớn nhất của Priscillahs chính là mẹ cô. Cô diễn tả mẹ cô như là một nhà lãnh đạo đặc biệt, một bậc phụ huynh, một người bạn và một công dân. Cô đặc biệt ngưỡng mộ sự cân dối giữa công việc và cuộc sống của mẹ cô đã thực hiện.